# 야마네 아키라
야마네 아키라(일본어: 山根 明, 1939년 10월 12일~)는 일본의 권투 지도자이다. 2011년부터 일본 권투 연맹 회장직을 맡았으며, 2018년에 폭행 의혹 및 심판들의 부정 등과 관련된 사건과 연관되면서 회장직을 사임했다.